# La Camperona (montaña)
La Camperona es una montaña de 1597 m s. n. m., que se sitúa en la provincia de León, en España, cerca de la localidad de Sabero. El puerto de montaña que da acceso a su cima recibe el mismo nombre y cobró especial repercusión al ser incluido como final de etapa de la Vuelta a España 2014, una de las competiciones más importantes del ciclismo internacional. En los años siguientes, La Camperona ha vuelto a ser final de etapa en distintas ediciones de la Vuelta.

## Características
La carretera que asciende hasta la cima de La Camperona fue construida para facilitar el acceso al repetidor de televisión que se encuentra en la misma. El puerto propiamente dicho parte de la localidad de Sotillos de Sabero, a 1200 m s. n. m. y corona la cima 3 km después, superando un desnivel medio del 12 % y máximo del 20 % hasta alcanzar los 1597 m s. n. m. a que se encuentra la cima de la montaña. En la misma se encuentran varias antenas de telecomunicaciones y unas instalaciones de vigilancia contra incendios.
En ocasiones, se considera que el puerto comienza en la localidad de Sabero, donde la carretera comienza la pendiente hasta llegar a Sotillos, situado a 7 km. En Sabero, la ruta se inicia desde la CL-626, recorre un tramo de 5 km con rampas que no superan el 3 %, y tras 2 km con una mayor pendiente en la localidad de Olleros, llega a Sotillos de Sabero donde, tras tomar un desvío a la derecha, comienza la parte dura de la ascensión.

## Llegadas de la Vuelta Ciclista a España

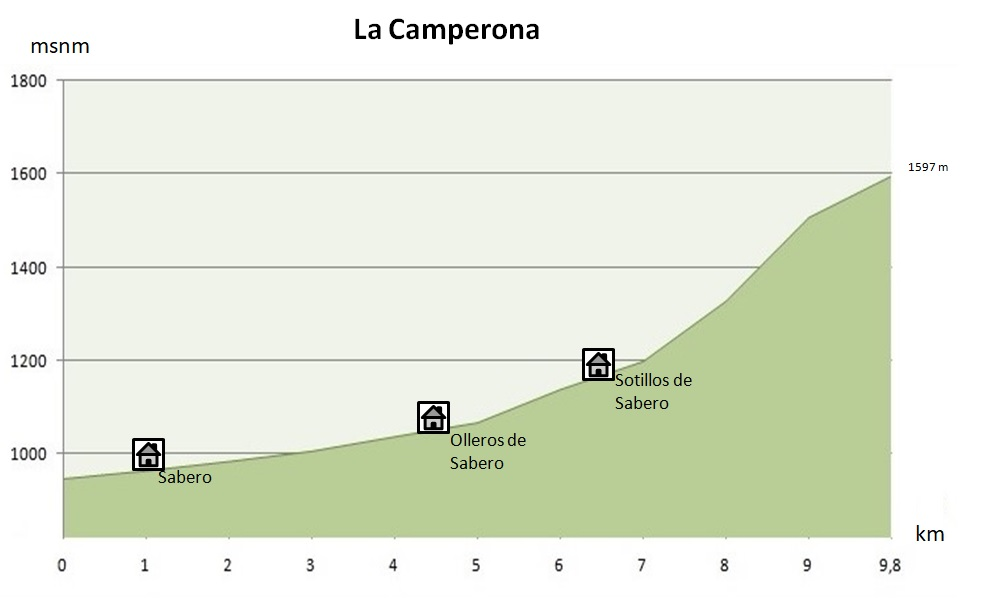
Altimetría desde Sabero.

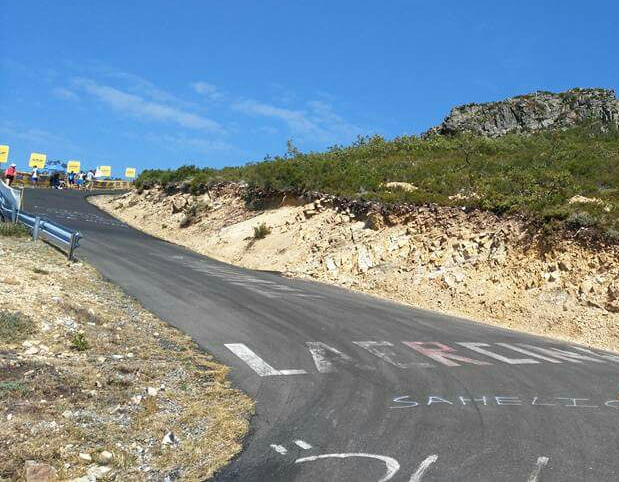
Aspecto del último km de ascenso al puerto.

| Edición | Ganador         | Líder            |
| ------- | --------------- | ---------------- |
| 2014    | Ryder Hesjedal  | Alberto Contador |
| 2016    | Serguéi Lagutín | Nairo Quintana   |
| 2018    | Óscar Rodríguez | Jesús Herrada    |